# Kazunari Tanaka
Kazunari Tanaka (田中 一成 Tanaka Kazunari?, 8 de abril de 1967 - 10 de octubre de 2016) fue un seiyū japonés  de la Prefectura de Osaka que trabajaba para Aoni Production. Le gustaban las motocicletas y el sake.

## Doblajes
- Air Gear (Inuyama)
- Air Master (Yashiki Shun)
- Blue Submarine No. 6 (Akihiro Ookawa)
- Bobobo-bo Bo-bobo (Wonk)
- Code Geass (Shinichirō Tamaki)
- Digimon Frontier (Monzaemon/WaruMonzaemon)
- Gintama (Katoken)
- Green Green (Tadatomo "Bacchi-Gu" Ijūin)
- Haikyū!! (Keishin Ukai)
- Handa-kun (Rikimaru)
- Hōshin Engi (Ko Hiko)
- InuYasha (Genbu)
- Konjiki no Gash Bell!! (Hiroshi Yamanaka)
- Magical Girl Pretty Sammy (Boss)
- Marmalade Boy (Tsutomu Rokutanda)
- Mobile Suit Gundam SEED (Orson White)
- One Piece (Talaran , Avalo Pizarro, Príncipe Fukaboshi)
- Planetes (Hachirota "Hachimaki" Hoshino)
- Sailor Moon (varios personajes secundarios)
- Sailor Moon Crystal (Achiral)
- Shining Tears X Wind (Enu)
- Turn A Gundam (Bruno)
- Yaiba (Gerozaemon, Kendo Student, Hakki)